# Europäisches Turnier der Junioren 1965

Logo CEB (ausrichtender Verband)

Die Zweikampf-Europameisterschaft der Junioren 1965, noch unter dem Namen „Europäisches Turnier der Junioren“, war das siebte Turnier in dieser Disziplin des Karambolagebillards und fand vom 28. bis zum 31. Oktober 1965 in Haarlem statt. Das Turnier zählte zur Saison 1965/66.

## Geschichte
Um die Jugend zu fördern wurde vom neu gegründeten Europäischen Billard-Verband CEB das Jugendturnier, das 1957 von der UIFAB eingeführt wurde, weiter ausgerichtet. Es wurde ein Zweikampf mit den Disziplinen Freie Partie und Cadre 47/2 gespielt. Das Turnier hatte aber noch keinen Europameisterschaftsstatus. Zugelassen waren Teilnehmer unter 23 Jahren die an noch keinem internationalen Turnier teilgenommen hatten.

## Modus
Gespielt wurde das ganze Turnier im Round Robin Modus.
1. PP = Partiepunkte
2. MP = Matchpunkte
3. VGD = Verhältnismäßiger Generaldurchschnitt
4. BVED = Bester Einzel Verhältnismäßiger Durchschnitt

Bei der Berechnung des VGD wurden die erzielten Punkte in folgender Weise berechnet:
Freie Partie: Distanz 250 Punkte (erzielte Punkte mal 1)
Cadre 47/2: Distanz 150 Punkte (erzielte Punkte mal 2)
Alle Aufnahmen wurden mal 1 gewertet.
In der Endtabelle wurden die erzielten Partiepunkte vor den Matchpunkten und dem VGD gewertet.

## Abschlusstabelle
| MP    | Match Points (Sieger = 2; Unentschieden = 1; Verlierer = 0) |
| Pkte. | Erzielte Karambolagen                                       |
| Aufn. | Benötigte Versuche                                          |
| GD    | Generaldurchschnitt                                         |
| BED   | Bester Einzeldurchschnitt eines Spielers                    |
| HS    | Höchstserie                                                 |
|       | Bester GD des Turniers                                      |
|       | Bester ED des Turniers                                      |
|       | Beste HS des Turniers                                       |
|       | 1. Platz (Gold)                                             |
|       | 2. Platz (Silber)                                           |
|       | 3. Platz (Bronze)                                           |

| Endklassement | Endklassement     | Endklassement | Endklassement | Endklassement | Endklassement | Endklassement | Endklassement |
| Platz         | Name              | PP            | MP            | Pkte.         | Aufn.         | VGD           | BVED          |
| ------------- | ----------------- | ------------- | ------------- | ------------- | ------------- | ------------- | ------------- |
| 1             | Victor Beckers    | 20:8          | 10:4          | 3424          | 142           | 24,11         | 44,66         |
| 2             | Jean Bessems      | 20:8          | 10:4          | 3446          | 143           | 24,09         | 55,00         |
| 3             | Florent de Jonghe | 19:9          | 9:5           | 3498          | 153           | 22,86         | 46,80         |
| 4             | Karl Wibiral      | 15:13         | 8:6           | 2926          | 186           | 15,73         | 27,83         |
| 5             | Cees Lucas        | 14:14         | 7:7           | 2951          | 206           | 14,32         | 25,84         |
| 6             | Alain Feuillatre  | 14:14         | 7:7           | 3114          | 255           | 12,21         | 27,72         |
| 7             | Henri Berberian   | 10:18         | 5:9           | 2945          | 244           | 12,06         | 18,26         |
| 8             | Urs van Voornveld | 0:28          | 0:14          | 1446          | 203           | 7,12          | -             |

## Disziplintabellen
| Platz                      | Name              | MP   | Pkte. | Aufn. | GD    | BED    | HS  | VGD   |
| -------------------------- | ----------------- | ---- | ----- | ----- | ----- | ------ | --- | ----- |
| 1                          | Florent de Jonghe | 12:2 | 1590  | 60    | 26,50 | 250,00 | 250 | 26,50 |
| 2                          | Cees Lucas        | 10:4 | 1429  | 95    | 15,04 | 62,50  | 171 | 15,04 |
| 3                          | Victor Beckers    | 8:6  | 1466  | 72    | 20,36 | 50,00  | 190 | 20,36 |
| 4                          | Jean Bessems      | 8:6  | 1410  | 71    | 19,85 | 35,71  | 210 | 19,85 |
| 5                          | Karl Wibiral      | 8:6  | 1296  | 83    | 15,61 | 41,66  | 246 | 15,61 |
| 6                          | Henri Berberian   | 6:8  | 1507  | 118   | 12,77 | 41,66  | 194 | 12,77 |
| 7                          | Alain Feuillatre  | 4:10 | 1348  | 131   | 10,29 | 20,83  | 103 | 10,29 |
| 8                          | Urs van Voornveld | 0:14 | 712   | 96    | 7,41  | -      | 87  | 7,41  |
| Turnierdurchschnitt: 14,81 |                   |      |       |       |       |        |     |       |

| Platz                     | Name              | MP   | Pkte. | Aufn. | GD    | BED   | HS  | VGD   |
| ------------------------- | ----------------- | ---- | ----- | ----- | ----- | ----- | --- | ----- |
| 1                         | Jean Bessems      | 12:2 | 1018  | 72    | 14,13 | 50,00 | 141 | 28,27 |
| 2                         | Victor Beckers    | 12:2 | 979   | 70    | 13,98 | 25,00 | 131 | 27,97 |
| 3                         | Alain Feuillatre  | 10:4 | 883   | 124   | 7,12  | 18,75 | 56  | 14,24 |
| 4                         | Florent de Jonghe | 7:7  | 954   | 93    | 10,25 | 13,63 | 87  | 20,51 |
| 5                         | Karl Wibiral      | 7:7  | 815   | 103   | 7,91  | 16,66 | 61  | 15,82 |
| 6                         | Cees Lucas        | 4:10 | 761   | 111   | 6,85  | 11,53 | 86  | 13,71 |
| 7                         | Henri Berberian   | 4:10 | 719   | 126   | 5,70  | 5,76  | 49  | 11,41 |
| 8                         | Urs van Voornveld | 0:14 | 367   | 107   | 3,42  | -     | 32  | 6,85  |
| Turnierdurchschnitt: 8,05 |                   |      |       |       |       |       |     |       |